# Новосибирск
Новосибирск (рус. Новосибирск) град је у Русији, у Новосибирској области. Према попису становништва из 2010. у граду је живело 1.473.737 становника. Највећи је град у Сибиру и административни је центар Новосибирске области и Сибирског федералног округа. Новосибирск је трећи град по величини у Русији, иза Москве и Санкт Петербурга. Од Москве је удаљен око 3.300 km.
Новосибирск се незванично често назива „престоницом Сибира”.
Град се налази у југозападном делу Сибира на обалама реке Об у близини долине Об, код великог резервоара за воду формираног од бране Новосибирске хидроелектране. Подељен је у десет округа и заузима површину од 502,1 km2 (193,9 sq mi).

## Историја
Град је основан 1893. на месту где Транссибирска железница прелази велику сибирску реку Об. Од 1917. до 1926. град се звао Новониколајевск по цару Николају II Романову. Заменио је село Кривошчековскаја, село које је основано 1696. године. Мост је завршен у пролеће 1897. године, чинећи ново насеље регионалним транспортним чвориштем. Значај града се повећао и са завршетком Железнице Туркестан-Сибир на почетку 20. века. Нова пруга повезала је Новониколајевск са средњом Азијом и Каспијским морем.
У време отварања моста, Новониколајевск је имао 7.800 становника. Гранично насеље се развијало брзо. Њена прва банка отворена је 1906. године, а укупно пет банака је послује до 1915. Године 1907. Новониколајевск, сада са становништвом преко 47.000, добио је статус града са пуним правима за самоуправу. Током предреволуционарног периода, становништво Новониколајевска достигло је 80.000. Град је имао стабилан и брз економски раст, постајући један од највећих трговачких и индустријских центара Сибира. Развила је значајну пољопривредно-прерађивачку индустрију, као и електрану, ливнице гвожђа, тржиште робе, неколико банака и комерцијалне и бродске компаније. До 1917. године изграђено је седам православних цркава и једна католичка црква, неколико биоскопа, четрдесет основних школа, једна средња школа, наставни центри и некласична средња школа Романов Хаус. Године 1913, Новониколајевск је постао једно од првих места у Русији које је започео обавезно основно образовање.
Руски грађански рат је наплаћивао порезе граду. Постојале су ратне епидемије, посебно тифус и колера, које су захватиле хиљаде живота. Током рата мост на обали реке Об је био уништен. По први пут у историји града, становништво Новониколајевска почео је да се смањује. Совјетски раднички и војнички посланици Новониколајевска преузели су контролу над градом у децембру 1917. У мају 1918. године, чехословачке легије су се супротставиле револуционарној влади и, заједно с Белом гардом, заробиле Новониколајевск. Црвена армија је преузела град 1919. године, задржавајући га током остатка грађанског рата.
Новониколајевск је започео реконструкцију 1921. године на почетку Лењиновог периода Нове економске политике. Био је то део Томске кнежевине и послужио је као њен административни центар од 23. децембра 1919. до 14. марта 1920. године. Између 13. јуна 1921. и 25. маја 1925. био је управни центар Новониколајевске кнежевине, који био је одвојен од Томске. Град је добио своје садашње име 12. септембра 1926.
Када су украјинске власти укинуте, град је служио као административни центар Сибирске области до 23. јула 1930. године и западносибирских крајева до 28. септембра 1937. године, када је тај крај био подељен на Новосибирску област и Алтајску Покрајину. Од тада је административни центар Новосибирске области.
Споменик Херојима револуције постављен је у центру града и био је један од главних историјских знаменитости (у суштини свако дете морало је посетити споменик на школским излетима током совјетских година). Занемаривање у деведесетим годинама, док су се друге области поново развијале, помогло је да се то одржи у пост-совјетској ери.
Током индустријализацијског напора Јосифа Стаљина, Новосибирск је обезбедио своје место као један од највећих индустријских центара Сибира. Створено је неколико масовних индустријских објеката, укључујући фабрику "Сибкомбајн", која је специјализована за производњу тешке опреме за рударство. Поред тога, изграђена је фабрика за прераду метала, постројење за прераду хране и друга индустријска предузећа и фабрике, као и нова електрана. Велика совјетска глад из 1932-1933. године, резултирала је код више од 170.000 сеоских избеглица који су тражили храну и сигурност у Новосибирску. Они су се населили у касарнама на периферији града, што је довело до сиротињских квартова као што су Бољшаја Нахаловка, Малаја Нахаловка и други.
Брзи раст и индустријализација довели су до тога да се Новосибирск назива „Чикагом Сибира”.
Трамвајске шине биле су постављене 1934. године, када је становништво достигло 287.000, чинећи Новосибирск највећим градом у Сибиру. Наредне године оригинални мост преко реке Об замењен је новим Комунални мостом.
Између 1940. и 1942. године више од 50 значајних фабрика је сакривено и пресељено из западне Русије у Новосибирск, како би се смањио ризик од њиховог уништења током рата, и у том тренутку град је постао велика база снабдевања Црвене армије. Током овог периода град је такође примио више од 140.000 избеглица.
Брзи раст града током 1950-их подстакао је изградњу хидроелектране капацитета 400 мегавата, што је довело до стварања великог резервоара за воду, сада познатог као Обморско море. Као директан резултат изградње станице, поплављени су огромни простори плодног земљишта као и остаци борове шуме на том простору; Додатно, нови отворени простор који је створен од површине резервоара, проузроковао је да се просечне брзине ветра удвоструче, повећавајући стопу ерозије земљишта.
Совјетска влада је током 1950-их година упутила захтев да се у Новосибирску изгради центар за научна истраживања, а 1957. године изграђен је мултифункционални научно-истраживачки комплекса Академгородок удаљен око 30 km јужно од центра града. Сибирски одсек Академије наука има свој штаб у Академгородоку, а град је домаћин више од 35 истраживачких института и универзитета, међу њима је и Новосибирск државни универзитет, једна од водећих руских школа природних наука и математике. Иако поседује потпуно аутономну инфраструктуру, Академгородоком управља Новосибирск.
Дана 2. септембра 1962. становништво Новосибирска је достигло милион. У то доба, то је био најмлађи град на свету са преко милион људи. Новосибирску је требало мање од седамдесет година да би достигао ову значајну бројку.
Године 1979, почели су радови на новосибирском метро-транзитном систему, који су кулминирали на отварању прве линије 1985.
Дана 1. августа 2008. године, Новосибирск је био у центру пута соларне еклипсе, у трајању од 2 минута и 20 секунди.

## Екологија

### Флора
Најпознатије дрвеће у Новосибирску су бреза, бор и аспен. Присутни су и Мукиња, бели глог, смрча и јела. Европске врсте дрвећа јабуке, јасена, бреста, липе и храста успешно су уведене.

## Географија
Новосибирск лежи дуж реке Об у Западносибирској низији. Јужно од града налази се Плато Укок који је део УНЕСКО -ве светске баштине.

### Клима
Клима Новосибирска је оштра континентална, са хладним снежним зимама (-18 до -20 °C, понекад до -40 °C) и топлим и влажним летима (+25 °C до +30 °C, понекад до +35 °C).
| Клима Новосибирска | Клима Новосибирска | Клима Новосибирска | Клима Новосибирска | Клима Новосибирска | Клима Новосибирска | Клима Новосибирска | Клима Новосибирска | Клима Новосибирска | Клима Новосибирска | Клима Новосибирска | Клима Новосибирска | Клима Новосибирска | Клима Новосибирска |
| Показатељ \ Месец | .Јан.              | .Феб.              | .Мар.              | .Апр.              | .Мај.              | .Јун.              | .Јул.              | .Авг.              | .Сеп.              | .Окт.              | .Нов.              | .Дец.              | .Год.              |
| --- | ------------------ | ------------------ | ------------------ | ------------------ | ------------------ | ------------------ | ------------------ | ------------------ | ------------------ | ------------------ | ------------------ | ------------------ | ------------------ |
| Средњи максимум, °C (°F) | −12,2 (10)         | −10,3 (13,5)       | −2,6 (27,3)        | 8,1 (46,6)         | 17,5 (63,5)        | 24 (75)            | 25,7 (78,3)        | 22,2 (72)          | 16,6 (61,9)        | 6,8 (44,2)         | −2,9 (26,8)        | −8,9 (16)          | 7 (45)             |
| Средњи минимум, °C (°F) | −20,1 (−4,2)       | −19,1 (−2,4)       | −11,8 (10,8)       | −1,7 (28,9)        | 5,6 (42,1)         | 12,3 (54,1)        | 14,7 (58,5)        | 11,7 (53,1)        | 6,4 (43,5)         | 0 (32)             | −9,1 (15,6)        | −16,4 (2,5)        | −2,3 (27,9)        |
| Количина падавина, mm (in) | 19 (7,5)           | 14 (5,5)           | 15 (5,9)           | 24 (9,4)           | 36 (14,2)          | 58 (22,8)          | 72 (28,3)          | 66 (26)            | 44 (17,3)          | 38 (15)            | 32 (12,6)          | 24 (9,4)           | 442 (174)          |
| Извор: „Среднемесячные климатические данные для г. Новосибирска с 1961 по 1990 гг”. Гидрометцентр России. Приступљено 24. 2. 2010. |                    |                    |                    |                    |                    |                    |                    |                    |                    |                    |                    |                    |                    |

## Становништво
Према прелиминарним подацима са пописа, у граду је 2010. живело 1.473.737 становника, 48.229 (3,38%) више него 2002.
Према Служби државне статистике, у јануару 2015. број становника је порастао на 1.567.087. Ово је повећање у односу на попис из 2010. године, када је становништво града имало 1.473.754 људи.
У Новосибирску живе људи из више од осамдесет етничких група и националности. Највеће групе су Руси, Јакути, Немци, Украјинци, Татари, Јевреји и Белоруси.
| 1939.   | 1959.   | 1970.     | 1979.     | 1989.     | 2002.     | 2010.     | 2015.     |
| ------- | ------- | --------- | --------- | --------- | --------- | --------- | --------- |
| 404.444 | 885.045 | 1.160.963 | 1.312.480 | 1.436.500 | 1.425,508 | 1.473.754 | 1.567.087 |

## Привреда

### Саобраћај
Новосибирск је трећи по величини град у Русији (после Москве и Санкт Петербурга) и први у Сибиру у којем је успостављен метро систем. Новосибирски метро је отворен 1985. и још увек се гради. Састоји се из 2 линије које се укрштају у центру града. Укупно има 13 станица. То је велика станица на Транссибирској железници и на северном делу железнице Туркестан-Сибир.
Трамвајска мрежа је занемарена од изградње метроа. Скоро све линије у градском центру су обустављене. Од 1992. трамвајске мреже на две обале реке Об више нису повезане. Градска мрежа тролејбуса повезује готово све градске четврти, иако и њима недостају нове инвестиције. Свеукупно, најважнији вид транспорта су аутобуси. Поред комуналних линија, грађане транспортују и приватни минибусеви.
У Новосибирску постоји међународни аеродром (Аеродром Толмачово), градски аеродром одакле авиони лете само у северне тајге, речна лука и станица Транссибирске железнице. Има редовне летове ка Европи и Азији, као и другим руским градовима. Толмачово је центар за С7 Аирлинес. Ту је и помоћни аеродром Јелцовка.
- МАЗ-103 ниски улазни аутобус
- Тролза-5265 тролејбус ниског пода
- БКМ-60103 трамвај
- 71-623 трамвај
- Татра KT4ДМ трамвај
- Форд транзит
- Маршал Покришкин метро станица

## Економија
Новосибирск је велики индустријски центар. Индустријски комплекс састоји се од 214 великих и средње великих индустријских предузећа. Они производе више од две трећине укупне индустријске производње Новосибирског региона. Водеће индустрије су авиоиндустрија, нуклеарно гориво, турбо- и хидроелектрични генератори, текстилне и пољопривредне машине, производња електронских компоненти и уређаја, металургија и металопрерада.
Према телевизијској станици РБЦ Новосибирск се 2008. године нашао на трећем месту на листи градова најатрактивнији за пословање у Русији (у 2007. години били су на тринаестом месту).
Пре пресељења седишта у Об, С7 Аирлинес је имао седиште у Новосибирску.
Седиште бројних великих руских компанија налази се у Новосибирску:
- РАТМ Холдинг
- Антонов (авио индустрија) НАПО именован по Чкалову
- Белон
- Сибирска обала »Прехрамбена компанија (до 2009. године)
- НЕТА ИТ компанија (малопродаја, системски интегратор, продаја софтвера)
- Паралелс ИТ компанија (софтвер за виртуелизацију)
- Инмарко Прехрамбена компанија
- Сибирска Прехрамбена корпорација
- Електро-вакуум постројење (највећа фабрика стаклених боца у азијском делу земље)
- НПО НИИIП-НЗиК
- 2ГИС

## Спорт
Неколико професионалних спортских клубова је активно у граду:
| Клуб                     | Спорт         | Основан | Тренутна лига                         | Ранк лиге | Стадион              |
| ------------------------ | ------------- | ------- | ------------------------------------- | --------- | -------------------- |
| ФК Сибир Новосибирск     | Фудбал        | 1934    | Руска национална фудбалска лига       | 2.        | Спартак стадион      |
| ХК Сибир                 | Хокеј на леду | 1962    | Континентална хокејашка лига          | 1.        | Ледена дворана Сибир |
| Сибселмаш Новосибирск    | Бенди         | 1937    | Руска бенди супер лига                | 1.        | Сибселмаш стадион    |
| КК Новосибирск           | Кошарка       | 2011    | Суперлига Русије у кошарци            | 2.        | СКК Север            |
| ЖКК Динамо Новосибирск   | Кошарка       | 1955    | Руска женска кошаркашка премијер лига | 1.        | СКК Север            |
| ОК Локомотив Новосибирск | Одбојка       | 1977    | Руска одбојкашка супер лига           | 1.        | СКК Север            |
| Сибирјак Новосибирск     | Футсал        | 1988    | Руска футска супер лига               | 1.        | НСАА Спортска хала   |

Новосибирск је родни град неколико бивших олимпијаца, међу којима је и Александар Карељин, дванаест пута за редом светски шампион у рвању грчко-римском стилом, који је од стране интернационалне федерације проглашен за најбољег рвача у 20. веку.
Град такође одржава низ националних и међународних догађаја трке моторима на снегу.

## Музика
Неколико савремених класичних виолиниста, као што су Вадим Репин, покојни Александар Скортсов, Наталија Ломеико и Максим Венгеров, су рођени у Новосибирску. Такођеу овом граду су рођени и пунк легенда, песник и певач-писац песама Јанка Дјагилева, трагични пунк рокер Дмитриј Селиванов, фолк/фолк-рок певачица Пелагеја и виолончелиста Татјана Васиљева.
Град поседује Конзерваторијум (именован у част Михаила Глинка); Новосибирску државну филхармонију, дом Новосибирскског академског симфонијског оркестра, Новосибирску филхармонију, Руски академски оркестар народних инструмената и друге музичке групе; Новосибирско позориште за оперу и балет и неколико значајних музичких места.

## Образовање
Новосибирск има неколико високо образовних установа (и за основне, мастер и докторске студије).
Академгородок је предграђе Новосибирска посвећено науци. У њој се налази Руска академија наука и Новосибирски државни универзитет. (Све друге институције високог образовања налазе се у централном делу града.)
Међународна школа за осигурање квалитета која је раније лоцирана у Академгородоку, отворена је 2008. године.
- Сибирски државни универзитет за саобраћај
- Новосибирски државни универзитет за пољопривреду
- Новосибирски технички државни универзитет
- Новосибирска државна академија за водени саобраћај и инжењерство
- Новосибирски државни конзерваторијум назван по Михаилу Глинки
- Будкер институт за нуклеарну физику
- Лаврентјев институ за хидродинамику, сибирски одсек Руске академије наука

## Култура

### Позоришта
- Новосибирско позориште за оперу и балет (отворен 1945)
- Новосибирско државно драмско позориште "Стара кућа"
- Новосибирско Глобус позориште
- Новосибирско драмско позориште "Црвена бакља"[18]

- Новосибирско позориште за оперу и балет
- Новосибирско државно драмско позориште "Стара кућа"
- Новосибирско Глобус позориште
- Новосибирско драмско позориште "Црвена бакља"

### Филхармонија
- Државна концертна хала названа по Арнолду Кацу
- Новосибирско државно филхармонијско друштво

- Новосибирско државно филхармонијско друштво

### Биоскопи
16 биоскопа, укључујући Парк Биоскопа који подржава ИМАКС и ИМАКС 3Д.

### Музеји
- Новосибирски државни музеј уметности
- Новосибирски државни музеј локалних предавања
- Музеј Козака
- Новосибирски музеј железничке опреме назван по Н. А. Акулинину
- Музеј Николаја Рериха
- Историјски и архитектонски музеј на отвореном

### Планетаријум
Новосибирски планетаријум (2012) је награђен у 2015. години као најбољи објекат социјалне инфраструктуре у Русији.

### Ботаничка башта
- Централна сибирска ботаничка башта[21]

## Новосибирски зоолошки врт
Новосибирски зоолошки врт је светски позната научна институција, као и популарна туристичка атракција. Зоолошки врт има преко 11000 животиња од 738 врста и активни је учесник у тридесет и два различита програма узгоја за угрожене врсте. У просеку, око 1,5 милиона људи годишње посети зоолошки врт.

## Познате личности
Виолиниста Михаил Симониан, драматург и прозни писац Нина Михаиловна Садур и троструки олимпијски шампион рвања грчко-римским стилом Александар Карељин рођени су и одрастали у Новосибирску.
Овде је рођен редитељ и сценариста Андреј Звјагинцев.

## Партнерски градови
- Сапоро, од 1990.[23][24]
- Варна, од 2008.[25]
- Минск
- Теџон
- Минеаполис
- Ларнака
- Омск

## Галерија
- Стадион Спартак и околина града
- Возови на железничкој станици у Новосибирску
- Новосибирск Зоолошки врт 2015. године